# 445 Edna
Edna (asteroide 445) é um asteroide da cintura principal com um diâmetro de 87,17 quilómetros, a 2,5886081 UA. Possui uma excentricidade de 0,1909852 e um período orbital de 2 090,54 dias (5,73 anos).
Edna tem uma velocidade orbital média de 16,650904 km/s e uma inclinação de 21,37172º.
Esse asteroide foi descoberto em 2 de Outubro de 1899 por Edwin Coddington.